# Douglas Carswell
John Douglas Wilson Carswell (ur. 3 maja 1971 w Londynie) – brytyjski polityk, poseł do Izby Gmin.
Jest zastępcą (MP) z Partii Niepodległości Zjednoczonego Królestwa (UKIP) w Clacton.